# Zen-Buddhismus in China
Der Zen-Buddhismus in China wird Chan-Buddhismus (chinesisch 禪 / 禅, Pinyin chán) genannt. Die historischen Wurzeln dieser Lehre liegen im Kaiserreich China; allerdings soll sie auf die indische „Blumendemonstration“ Buddhas in Indien zurückgehen als dieser auf die Frage nach dem Kern seiner Lehre statt eine Erklärung zu geben nur still auf eine Blume deutete. Von China aus gelangte sie durch Mönche in die Nachbarländer Korea, Vietnam und Japan. Der heute für die Strömung insgesamt gebräuchliche japanische Name Zen ist die japanische Lesung des chinesischen Wortes 禪 (chán). Dieses leitet sich seinerseits vom Sanskritwort Dhyāna ab, das zunächst als Chan’na (禪那,  chánnà) ins Chinesische übertragen wurde und so viel wie „Zustand meditativer Versenkung“ bedeutet.
Auch wenn die Ursprünge des Buddhismus in Indien liegen, ist der Chan-Buddhismus religionshistorisch als eine genuin chinesische Weiterentwicklung anzusehen, wobei insbesondere deutliche Einflüsse des Daoismus auszumachen sind. In Indien selbst gab es keine reine „Dhyāna-Schule“. Für die von den frühen chinesischen Chan-Meistern behauptete Existenz von 28 indischen Linienhaltern fehlen historische Belege. Erste schriftliche Belege einer Chan-Schule (禪宗,  chán-zong) in China datieren vielmehr auf das 6. und 7. Jahrhundert. Eine eigenständige Identität entwickelte diese Schule vor allem während der Tang-Dynastie. Den Höhepunkt ihres Einflusses erreichte sie in der Song-Zeit, verlor dann jedoch während der Ming- und Qing-Perioden an Bedeutung. Allerdings ist der Buddhismus in China bis heute stark vom Einfluss des Chan geprägt. Anders als in Japan gibt es jedoch keine strikte Zugehörigkeit zu einer bestimmten Schule, vielmehr wird in den meisten Tempeln eine Mischung aus Chan- und Reines-Land-Buddhismus praktiziert.

## Geschichte

### Ausbreitung des Buddhismus in China
Die buddhistische Lehre verbreitete sich über die Seidenstraße nach China. Im 2. und 3. Jahrhundert konnte sie an den nördlichen Herrscherhöfen Fuß fassen und wurde dort gemeinsam mit daoistischen Lehren praktiziert. Dank der kaiserlichen Unterstützung etablierte sich der Buddhismus schließlich neben Konfuzianismus und Daoismus als Staatsreligion (sog. Drei Lehren) und gewann wirtschaftlich und politisch an Einfluss. Buddhistische Texte wie die Mahayana-Sutras kamen zunächst in der Originalsprache in Umlauf und wurden mit staatlicher Förderung in das Chinesische übersetzt. Dabei griff man vielfach auf Begriffe und Vorstellungen zurück, die aus dem Daoismus bereits bekannt waren. Die hierdurch bedingte Sinisierung der buddhistischen Lehre erleichterte ihre Integration in die chinesische Kultur. Im Zen-Buddhismus sind daoistische Einflüsse deutlich erkennbar, etwa im Begriff der „Leerheit“ (chin. 無 / 无,  wú; jap. 無 mu).

### Entstehung des Chan
Die Anfänge des Chan-Buddhismus lassen sich nur lückenhaft rekonstruieren. Nach heutigem Forschungsstand konsolidierten sich vermutlich etwa ab dem 6. Jahrhundert verschiedene lokale Bewegungen, welche die Meditationspraxis und das asketische Leben als Wandermönch in den Mittelpunkt stellten. Klösterliche Strukturen gab es zunächst nicht. Das frühe Chan wird als Gegenbewegung zum vorherrschenden institutionalisierten Buddhismus eingeordnet, die sich von der Schriftgelehrsamkeit als Weg zur Erleuchtung bewusst abwandte. Für das Selbstverständnis der Schule wird stattdessen die „besondere Überlieferung außerhalb der Schriften“ zum prägenden Merkmal. Darunter versteht man die Weitergabe der Dharma-Lehre unmittelbar von Meister zu Schüler, wodurch dieser zum Dharma-Nachfolger in der Traditionslinie wird.
Der Gründungslegende zufolge war es der indische Mönch Bodhidharma, der die Lehre im 5. Jahrhundert nach China überbracht und so die Chan-Tradition begründet haben soll. Er soll demnach über den Himalaya und Südchina um 523 n. Chr. in die nordchinesische Provinz Henan gekommen sein und in dem bis dahin daoistisch geprägten Shaolin-Kloster seine Meditations- und Lehrpraxis eingeführt haben. Das Wissen über Bodhidharma speist sich allerdings vor allem aus der späteren hagiographischen Legendenbildung, die ihn in eine direkt auf den Buddha Shakyamuni zurückgehende Sukzessionslinie stellt. Als dieser einst gebeten wurde, die Lehre vor einer Ansammlung von Menschen darzulegen, so berichtet eine bekannte Legende, deutete er nur auf eine Blume. Dieser schlichte Hinweis auf die Allgegenwart der Erleuchtung, den nur Mahakashyapa verstand, gilt als Beginn der Überlieferungslinie des plötzlichen Erwachens. Spätere Quellen, die jedoch keine historische Glaubwürdigkeit beanspruchen können, nennen Bodhidharma als den 28. indischen Linienhalter. Zugleich gilt er danach als erster in einer Reihe von sechs chinesischen Patriarchen, auf die sich alle heutigen Zen-Traditionen berufen:
1. Bodhidharma (sanskrit बोधिधर्म, chin. Dámó 達摩, jap. Daruma 達磨) (~440–528)
2. Dàzǔ Huìkě (太祖慧可, jap. Daiso Eka) (487–593)
3. Jiànzhì Sēngcàn (鑑智僧燦, jap. Kanchi Sōsan) (?–606)
4. Dàyī Dàoxìn (大毉道信, jap. Dai'i Dōshin) (580–651)
5. Dàmǎn Hóngrěn (大滿弘忍, jap. Dai'man Konin) (601–674)
6. Dàjiàn Huìnéng (大鑒慧能, jap. Daikan Enō) (638–713)

Ihre zunächst in Sammlungen von Mönchsbiographien festgehaltenen Lebensdarstellungen wurden wohl in der zweiten Hälfte des 7. Jahrhunderts zu einer kontinuierlichen Traditionslinie verbunden. Die früheste Verschriftlichung der Reihe von Bodhidharma bis Hóngrěn ist eine Grabinschrift in Huangmei, die auf 689 datiert. Dort hatte sich um Dàoxìn und Hóngrěn eine ortsfeste Meditationsgemeinschaft gebildet, die als „Lehre vom Ostberg“ (chin. 東山法門, Dongshan Fǎmén) bekannt war.
Eine wichtige Phase in der Konsolidierung des Chan bildet die Zeit nach dem Tod Huinengs. Sie führte zur Trennung in eine Nordschule und eine Südschule. Die Nordschule begriff Erleuchtung als einen allmählichen Prozess, der durch beständiges Üben der Meditation zu verwirklichen sei, während die Südschule betonte, dass Erleuchtung ein plötzliches Moment sei. Im Verlaufe der Geschichte setzte sich die Südschule des Huineng (638–713) durch. Alle heute noch existierenden Schulen gehen auf Huineng als sechsten Patriarchen zurück. Auch heutzutage ist Satori daher immer noch als plötzliches Erwachen zur wahren Wirklichkeit definiert.

### Blütezeit des Chan
Die Blütezeit des Chan in China war während der Tang- und Song-Dynastie, als wichtige Spruchsammlungen und Werke in Dialogform entstanden und auch die chinesische Kultur und Kunst beeinflusst wurden. Eine bedeutende Gestalt ist hier der Dichter Wang Wei, aber auch der Theoretiker Zongmi. Zu dieser Zeit bildeten sich die auch heute noch praktizierte Lehrmethoden heraus. Während der Tang-Zeit ragen insbesondere Mazu Daoyi (jap. Baso Dōitsu), Baizhang Huaihai (jap. Hyakujō Ekai), Huangbo Xiyun (jap. Obaku Kiun) und Linji Yixuan (jap. Rinzai Gigen) heraus. Sie stellen das Chan der Patriarchen dar, jener historisch nicht verbürgten Überlieferungslinie, die mit Buddha begonnen haben soll. Sie betonen die Überlieferung außerhalb der schriftlichen Werke und den Weg der plötzlichen Erleuchtung, um die eigene Buddha-Natur zu erfahren.
Baizhang soll die festen und strengen Regeln der Tempelklöster eingeführt haben, die heute noch eine Rolle in chinesischen und japanischen Zen- und Chan-Klöstern spielen, und betonte den Wert der Arbeit: „Ein Tag ohne Arbeit, ein Tag ohne Essen“. Auch er betonte den Wert der Selbstnatur, als er von einem Mönch gefragt wurde, „Wer ist Buddha?“, antwortete er „Wer bist du?“.
Mazu vertrat einen dynamischen Weg der Meditation und betonte die Einheit des ursprünglichen Geistes mit der Buddhanatur. In einer Gong’an-Sammlung antwortet er auf die Frage „Was ist Buddha?“, zunächst mit „Der Geist ist Buddha“, und auf die erneute Frage mit „Weder Geist noch Buddha.“
Linji betonte in einer Art von Humanismus den „wahren Menschen“ (真人,  zhēnrén, jap. shinjin), ein Begriff daoistischen Ursprungs, ohne Eigenschaften, der in vollkommener Freiheit lebt, und sein Dasein als Patriarchenbuddha, d. h. das Dasein jedes Wesens als Buddha. Der wahre Mensch ist gemäß Linji ein Mensch ohne Eigenschaften und ohne Rang, munter wie ein Fisch und quicklebendig. Linji verwirft damit die Richtungen des Chan, die die bewegungslose Reinheit und Stille zum Ideal erhoben. Von Linji stammt auch der berühmte Ausspruch des Chan-Buddhismus: „Wenn ihr einem Buddha begegnet, tötet den Buddha.“ Er verwirft damit die Ansichten, der Buddha sei ein überweltliches Wesen und es gebe Autoritäten. Gemäß Linji ist es die Aufgabe jedes Einzelnen, den wahren Buddha zu verwirklichen, nicht ihm zu „begegnen“.
Huangbo betonte die höchste Wirklichkeit als den universellen Geist, der allem zugrunde liegt und der ohne jegliche Attribute sei. Der Geist sei der Schöpfer aller Dinge und die Quelle wahrer Weisheit und durch Nichtdenken könne man zu ihr zurückkehren und den universellen Geist durch direkte Intuition erfahren.

### Die fünf Häuser
Während der Tang-Zeit hatten sich fünf Schulen des Chan herausgebildet, die sogenannten „Fünf Häuser“. Diese umfassten das Guiyang-Haus (潙仰 / 沩仰,  Wéiyǎng; jap. Igyō), das Linji-Haus (臨濟 / 临济,  Línjì; jap. Rinzai), das Caodong-Haus (曹洞,  Caódòng; jap. Sōtō) sowie die Häuser Yunmen (雲門 / 云门,  Yúnmén; jap. Ummon) und Fayan (法眼,  Fǎyǎn; jap.Hōgen). Während der nördlichen Song dominierten die Linji- und Yunmen-Schule, die Caodong-Schule gewann während der südlichen Song an Einfluss. Der Caodong-Mönch Hongzhi Zhengjue betonte das Sitzen in Meditation als Hauptpraxis, was als „Chan der schweigenden Erleuchtung“ bezeichnet wird. Dahui Zonggao, ein Mönch der Linji-Schule, griff diese Lehrmeinung scharf an und stellte ihr das „Chan des Sehens auf den Gong’an“ konzeptuell gegenüber, da seiner Meinung nach nur durch die Koan-Übung die Erleuchtung erlangt werden könne.
Die Spuren der Caodong-Schule in China verlieren sich zum Ende der Song-Zeit. Allerdings war 1223 der japanische Mönch Dōgen Kigen auf einer Chinareise beim Patriarchen einer Caodong-Nebenlinie mit dem Gedankengut der Schule in Berührung gekommen. Die von ihm 1227 bei seiner Rückkehr nach Japan begründete Schule wird daher auch Sōtō-Zen bezeichnet, wenngleich Dōgen über seinen Lehrmeister Myōzen zugleich in der Rinzai-Tradition steht. Bereits 1191 hatte der Mönch Myōan Eisai die Lehre der Linji-Schule nach Japan überbracht und dort als Rinzai-shū etabliert. Die beiden Schulen bewahrten in Japan ihre Eigenständigkeit und sind bis heute die Hauptvertreter des japanischen Zen-Buddhismus. Die Rinzai-Schule legt dabei nach wie vor ihr Hauptaugenmerk auf die Kōan-Übung, während die Sōtō-Schule das Sitzen in Meditation (Zazen) betont und so die Caodong-Tradition außerhalb des chinesischen Mutterlandes fortführt.
Die übrigen Schulen des chinesischen Chan, Guiyang, Yunmen und Fayan, gingen spätestens bis zum Ende der Song-Dynastie in der Linji-Schule auf, die in dieser Zeit zur dominierenden chinesischen Schule wurde und die beiden Hauptlinien Yangqi (楊岐 / 杨岐,  Yángqí; jap. Yōgi) und Huanglong (黃龍 / 黄龙,  Huánglóng; jap. Ōryō) herausbildete. Während der Ming- und Qing-Dynastie wurde chinesische Chan der Linji-Schule zunehmend synkretistisch. Es kam zu Vermischungen mit anderen buddhistischen Strömungen wie der Schule des Reinen Landes. So fanden etwa das Nianfo (念佛,  niànfó; jap. Nembutsu), also das namentliche Anrufen des Buddha Amitabha, oder tantrische Praktiken Eingang in den Chan-Buddhismus. Auch gewann die Sutrenrezitation zunehmend an Bedeutung, was eine gewisse Relativierung der besonderen außerschriftlichen Überlieferung des Chan bedeutete. 1654 begründete der chinesische Chan-Mönch Yinyuan Longqi in der Absicht, zeitgenössisches chinesisches Chan der Ming-Dynastie nach Japan zu bringen, die Ōbaku-Schule als dritte Schule des japanischen Zen-Buddhismus. Dabei zeigte sich in den Spannungen mit der japanischen Rinzai-Schule, dass diese seit der Verpflanzung des Zen nach Japan eine vom chinesischen Chan unabhängige Entwicklung vollzogen hatte.

### Moderne
Im frühen 20. Jahrhundert wurde der chinesische Buddhismus und die Chan-Lehre durch Hsu Yun wiederbelebt, der sein Augenmerk auch auf die untergegangenen Chan-Richtungen richtete.
In der Volksrepublik China wurde Chan lange Zeit unterdrückt; seit den 1980er Jahren wurden jedoch viele Tempel und Klöster wiederaufgebaut und Nonnen und Mönche ordiniert. Es gibt eine wachsende Anzahl an Praktizierenden. Auf Taiwan, in Hongkong und unter den Übersee-Chinesen ist Chan nach wie vor populär. Heute prägen Laienbewegungen wie der Shenghuo-Chan das Bild des Buddhismus in der chinesischen Öffentlichkeit. Gemeint ist damit ein auf das menschliche Zusammenleben bezogener Buddhismus. Dieser „Chan des Alltagsleben“, wie er sich nach der Reform- und Öffnungspolitik auf dem chinesischen Festland etablierte, basiert auf der Vision einer von Harmonie und friedlichem Zusammenleben geprägten Gesellschaft. Allerdings geht es den Anhängern dieser Richtung nicht um einen Gegenentwurf zur herrschenden politischen Ordnung, sondern um die systematische Kultivierung positiver Eigenschaften.

## Lehre
Entscheidend für das Selbstverständnis des Chan- und späteren Zen-Buddhismus wurde ab der Tang- und spätestens der Song-Zeit die „besondere Überlieferung außerhalb der Schriften“. Sie kommt besonders prägnant in einem Bodhidharma zugeschriebenen Gedicht zum Ausdruck:

„Eine besondere Überlieferung außerhalb der Schriften,

unabhängig von Wort und Schriftzeichen:

unmittelbar des Menschen Herz zeigen, –

die (eigene) Natur schauen und Buddha werden.“

Die vier Verse wurden gemeinsam als Strophe erstmals 1108 in dem Werk Zǔtíng Shìyuàn (祖庭事苑) von Mù'ān Shànqīng (睦庵善卿) Bodhidharma zugeschrieben, tauchten einzeln oder in verschiedenen Kombinationen aber bereits früher im chinesischen Mahayana-Buddhismus auf. Die Zuschreibung an die legendenumwobene Gründerfigur sieht man heute als Festlegung des Selbstverständnisses nach einer Phase des Richtungsstreites.
Zugleich ist die Betonung der Übermittlung von Meister zu Schüler und „von Herz zu Herz“ vor dem Hintergrund einer Emanzipation von anderen buddhistischen Schulen und Strömungen zu sehen, die sich traditionell auf einzelne Sutras stützten. Frühe Biographien der ersten Patriarchen führten diese noch als „Meister des Lankavatara-Sutras“, das die innere Erleuchtung betont. Mit zunehmender Konsolidierung der Schule wurde dagegen auch andere Texte wichtiger, etwa das Prajnaparamita- und das Nirvana-Sutra. Einen besonderen Stellenwert nimmt spätestens seit der Trennung von Nord- und Südschule das Diamant-Sutra ein, welches für Huinengs Erleuchtungserfahrung maßgeblich gewesen sein soll. Zudem begann man ab dieser Zeit mit der Schaffung eines eigenen Kanons von Zen-Literatur, wobei insbesondere das „Plattform-Sutra des sechsten Patriarchen“ herausragt.
Der Weisheitsbegriff der Sūtras wird im Chan ausgelegt als Durchschauen der Leere der Welt der Erscheinungen, der Eigenschaften und Formen der Dinge und der abgegrenzten Person, um zum Nichts vorzudringen. Prajna und Shunyata, Weisheit und Leere, werden als die gleiche Wirklichkeit gesehen, so dass im Chan von Nichtgeist und Nichtgedanke gesprochen wird. Diese werden erklärt als gleichzeitig existierend und nicht existierend, unfassbar und das Unfassbare selbst. Außen und Innen sowie Sein und Nichtsein sollen im Chan vollständig aufgegeben werden, um die ursprüngliche Buddha-Natur zu erfahren und durch sie die absolute Wirklichkeit zu erfassen. Demgemäß lehnt Chan auch die herkömmlichen philosophischen Meinungen zu den Sutras ab, da die Lehren des Chan auf direkten Erfahrungen basieren und auf das eigene Selbst verweisen. Der richtige Standpunkt ist gemäß dem Chan die Abwesenheit von Standpunkten. In der Geschichte des Chan kam es so immer wieder vor, dass Chan-Meister rituell Sutras verbrannten und Statuen zerstörten.
Das Ziel des Chan ist die Erleuchtung beziehungsweise das Erwachen (開悟 / 开悟,  kāiwù, jap. Satori), welches mit unterschiedlichen Mitteln erreicht werden konnte. Eines davon waren die Gong’ans (公案,  gōng'àn, jap. Kōans), Sentenzen oder Fälle, die rational nicht lösbar waren und der Transzendierung des Verstandes dienten, jedoch spielte die vertiefte Meditation (坐禪 / 坐禅,  zuòchán, jap. Zazen) in allen Schulen des Chan immer die bedeutendste Rolle. Der Einfluss des Daoismus zeigt sich in der Neigung zur begrifflichen Negation, der Betonung der Leere und Einheit als das Absolute und dem hohen Stellenwert der Natur als Selbstnatur, Dharma-Natur, Weisheitsnatur und Buddha-Natur.
Negative Begriffe wie das Nichtsein (無有 / 无有,  wúyǒu, jap. muyū), Nichthandeln (無為 / 无为,  wúwéi, jap. mui), Nichtdenken (無念 / 无念,  wúniàn, jap. munen) und Nichtbewusstsein (無心 / 无心,  wúxīn, jap. mushin) waren für den Chan-Buddhismus wichtig, und die Philosophie des Chan zeichnete sich immer als Philosophie des Paradoxen und Weg der radikalen Freiheit des Geistes aus. Chan betont die Einheit des Geistes mit der Buddha-Natur, die sich nur im gegenwärtigen Dasein erfahren lässt, beziehungsweise immer vorhanden ist, und stellt sich dar als Weg der Praxis und nicht der philosophischen Spekulation, wie sie andere Schulen des Buddhismus in China auszeichnete. Die metaphysische Konzeption des Chan-Buddhismus weist Parallelen zur Strömung des Huayan (華嚴 / 华严,  huāyán, jap. Kegon) auf, wobei einige Huayan-Patriarchen zugleich Chan praktizierten.